# بلو ارجین
بلو اُرجین (به انگلیسی: Blue Origin) (خاستگاه آبی، اشاره به کره‌ی زمین) نام یک شرکت خصوصی آمریکایی فعال در زمینه هوافضا و پرواز زیر مداریاست که در سال ۲۰۰۰ توسط جف بزوس، بنیانگذار آمازون، راه‌اندازی شد. دفتر مرکزی این شرکت در کنت ایالت واشینگتن می‌باشد.
این شرکت که توسط باب اسمیت مدیریت می‌شود، قصد دارد هزینهٔ سفرهای فضایی را به وسیلهٔ موشک‌های با قابلیت استفاده مجدد ارزانتر نماید.